# Gastó de Montcada i de Lloria
Gastó de Montcada i de Lloria (1346- 1395/1397) va ser el primer baró de Llagostera (1375). Era el fill gran i l'hereu de Pere de Montcada i de Lloria. El 1375 Pere el Cerimoniós creà la baronia de Llagostera en favor seu, una baronia que va estar unida al castell de Caldes de Malavella fins al final de l'antic règim.